# كوين سوليفان (لاعب كرة قدم)
كوين سوليفان (بالإنجليزية: Quinn Sullivan) هو لاعب كرة قدم أمريكي في مركز الوسط، ولد في 27 مارس 2004 في Wayne, Pennsylvania ‏ في الولايات المتحدة.

## وصلات خارجية
- كوين سوليفان على موقع الدوري الأمريكي (الإنجليزية)
- كوين سوليفان على موقع قاعدة بيانات كرة القدم.إي يو (الإنجليزية)
- كوين سوليفان على موقع Soccerway.com (الإنجليزية)